# Stefan Schütz
Stefan Schütz (* 19. April 1944 in Memel; † 13. Dezember 2022 in Oldenburg (Holstein)) war ein deutscher Schriftsteller.

## Leben
Stefan Schütz schloss 1965 die staatliche Schauspielschule Berlin (Ost) (heute Hochschule für Schauspielkunst Ernst Busch) ab und arbeitete zunächst als Schauspieler am Theater Neustrelitz und am Landestheater Halle, bis er ab 1968 als Dramaturg und Schriftsteller tätig wurde. Er war Mitglied im PEN-Zentrum Deutschland. 1980 übersiedelten seine Frau und er in die Bundesrepublik.
Stefan Schütz lebte und arbeitete von 1980 bis 1984 in Wuppertal, darauf folgte bis 1996 Hannover und seine letzten Jahre bis zum Tod 2022 verbrachte er in Oldenburg in Holstein.

## Werke
- 1968: Erste Versuche als Autor: Zurück zum Herzen (unveröffentlicht)
- 1970: Gloster, Uraufführung 1981 in München
- 1970: Friedensstörer (unveröffentlicht)
- 1970: Der Macher (unveröffentlicht)
- 1971: Majakowski, Uraufführung 1979 in London
- 1971: Seneca (unveröffentlicht)
- 1972: Odysseus Heimkehr, Uraufführung 1981 in Wuppertal
- 1973: Fabrik im Walde, Uraufführung 1975 in Potsdam
- 1974: Antiope und Theseus (Die Amazonen), Uraufführung 1977 in Basel
- 1975: Heloisa und Abaelard, Uraufführung 1978 in Potsdam
- 1976: Kohlhaas, Uraufführung 1978 in Leipzig
- 1977: Der Hahn, Uraufführung 1980 in Heidelberg
- 1978: Aufsatz: Schwierigkeiten beim Schreiben eines Stückes
- 1978: Stasch 1 und 2, Uraufführung 1982 in Osnabrück
- 1979: Prosa: Flugblätter
- 1979: Laokoon, Uraufführung 1983 in Göttingen
- 1980: Sappa, Uraufführung 1982 in Wuppertal
- 1980: Aufsatz: Auf der Suche nach neuem Denken
- 1980: Prosa: Ikarus und Daedalus und kein Ende
- 1981: Die Schweine
- 1983: Die Seidels, Uraufführung 1986 in Osnabrück
- 1984: Iokaste Felsen Meer (unveröffentlicht)
- 1984: Der Unfall (unveröffentlicht)
- 1984: Spectacle Cressida, Uraufführung 1984 in Köln
- 1986: Medusa, Roman
- 1987: Urschwejk und Monsieur X oder die Witwe des Radfahrers, Uraufführung 1988 in Hannover
- 1988: Arbeit am Prosatext Der vierte Dienst
- 1988: Katt, Roman, Rowohlt Verlag
- 1988: Orestobsession, Uraufführung 1991 in Luxemburg
- 1992: Arbeit an Werwölfe, Uraufführung 1995 in Berlin
- 1993: Roman Galaxas Hochzeit
- 1994: Roman Schnitters Mall
- 1999: Hotel Abendland, Uraufführung in Linz (Österreich)
- 2001: Roman Peyotè
- 2004: Prosatext Staschs Affekt
- 2016: Roman Unser Leben (über das Leben mit seiner an Demenz erkrankten Frau)
- 2018: Roman Beelzebub 1-6

## Auszeichnungen
- 1979: Gerhart-Hauptmann-Preis
- 1981: Fördergabe des Kulturkreises im BDI
- 1985: Alfred-Döblin-Preis (Laudatio online verfügbar[3])